# Markus Engert
Markus Paul Engert (* 28. September 1968 in Würzburg) ist ein deutscher Gold- und Silberschmied und freischaffender Künstler.

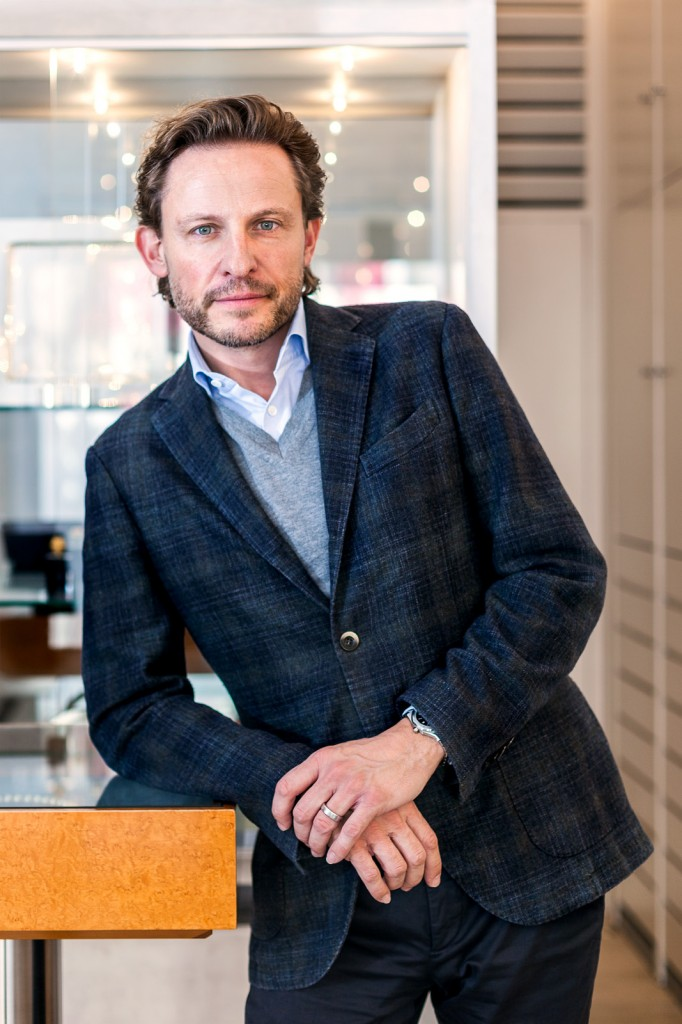
Markus Engert

## Leben
Markus Paul Engert wurde am 28. September 1968 als viertes Kind des Gold- und Silberschmiede-Meisters Rudolf Engert in Würzburg geboren. Nach dem Abitur absolvierte er eine Ausbildung zum Silberschmied in Essen. Danach folgte eine Ausbildung zum Goldschmied in Frankfurt am Main. Nach einem Studienaufenthalt in den USA folgte die Ausbildung zum Diplom-Gemmologen und Diamantgutachter am Deutschen Gemmologischen Institut in Idar-Oberstein.
Im Jahr 1997 kehrte Markus Engert nach Würzburg zurück, um die elterliche Goldschmiede zu übernehmen. Seither beschäftigt er sich mit der Gestaltung von hochwertigen Schmuckobjekten, Gebrauchsgerät, sowie sakraler Kunst. So erhielt er neben diversen Ankäufen von Museen viele Aufträge für öffentliche Institutionen, private Sammler und diverse Bistümer. So fertigte er im Jahr 2006 die Hostienschale für Papst Benedikt XVI, die dieser anlässlich seines Deutschlandbesuches bei der Messe auf dem Islinger Feld in Regensburg überreicht bekam und einweihte. Auch im Bereich der Restaurierung von historischer Goldschmiedekunst hat er sich ein großes Renommee erworben. Im Jahr 1998 eröffnete er eine Galerie für zeitgemäßen Schmuck und Gerät in Würzburg. Er ist Mitglied der VKU (Vereinigung Kunstschaffender Unterfranken), der Deutschen Gesellschaft für Goldschmiedekunst und Fachmitglied der Deutschen Gemmologischen Gesellschaft.

## Werke

### Ankäufe durch Museen

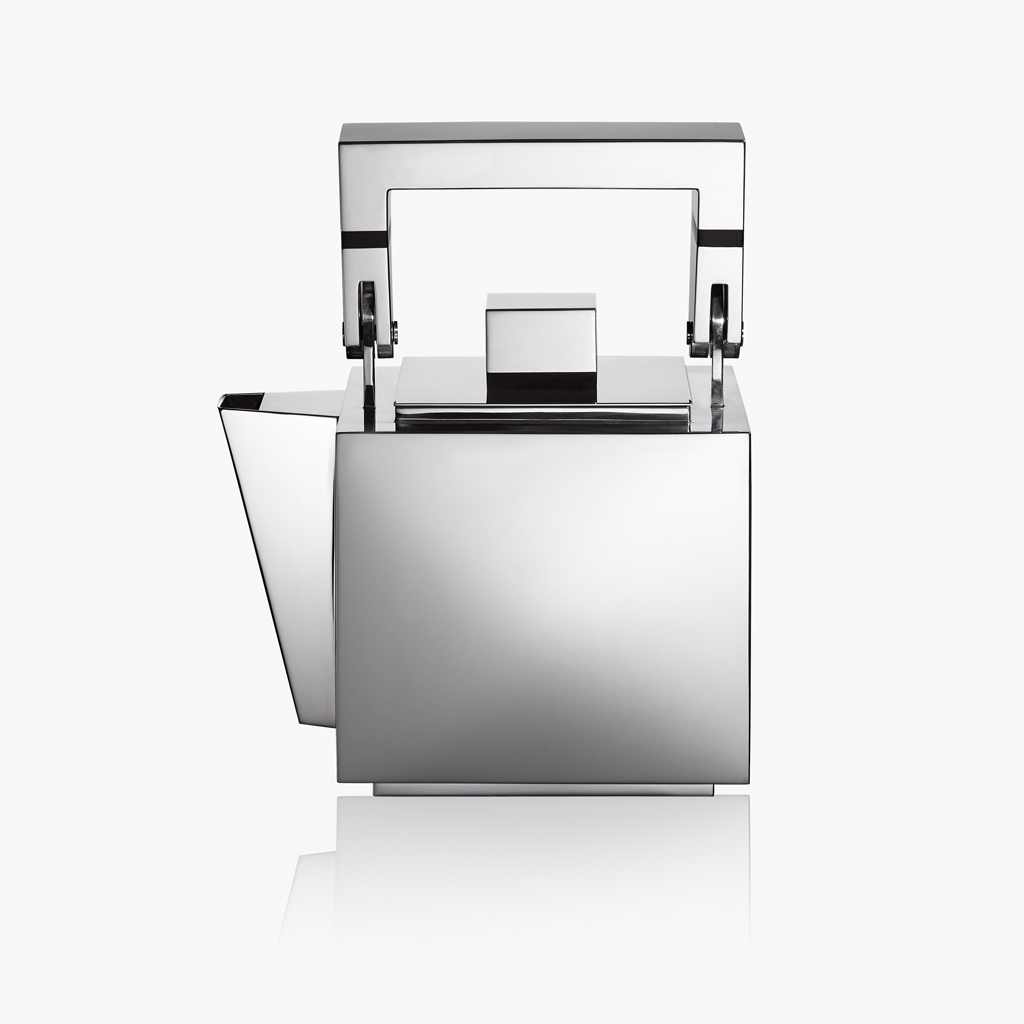
Teekanne Kubus, gefertigt im Jahr 1999

- Museum für Kunst und Gewerbe, Hamburg – Teeservice Kubus (2000)
- August-Kestner-Museum, Hannover – 2 Kannen, 2 Kelche, 1 Hostiendose und 1 Patene (2002),
- Dommuseum, Regensburg – Hostienschale (2006)
- Dommuseum, Frankfurt – Kelch, Patene (2010)
- Museum Kirche in Franken, Bad Windsheim – Kelch (2011)

### Auftragsarbeiten

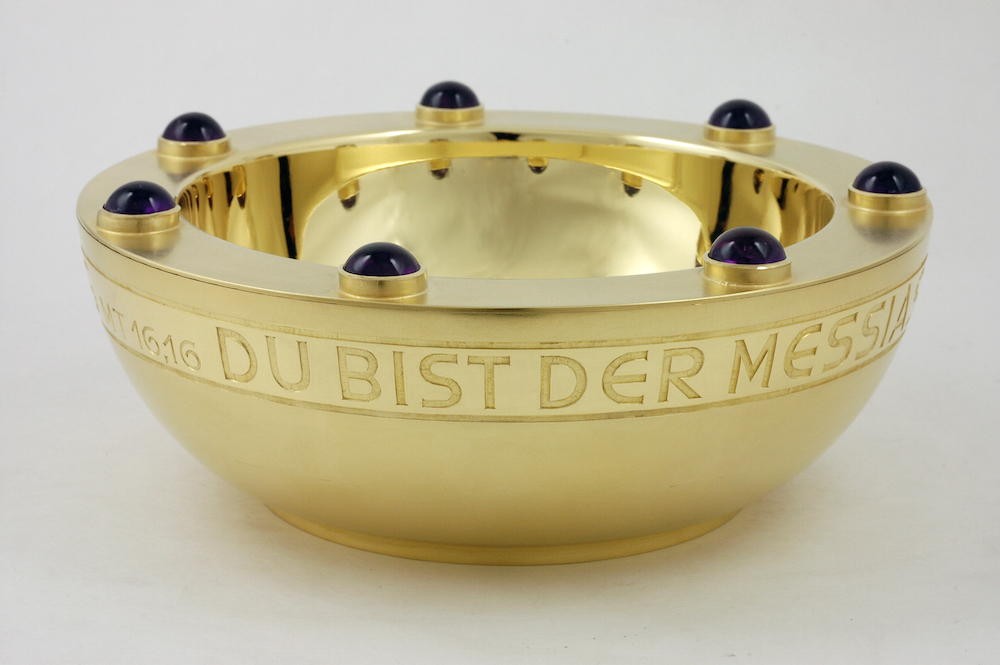
Schale für Papst Benedikt XVI, gefertigt im Jahr 2006

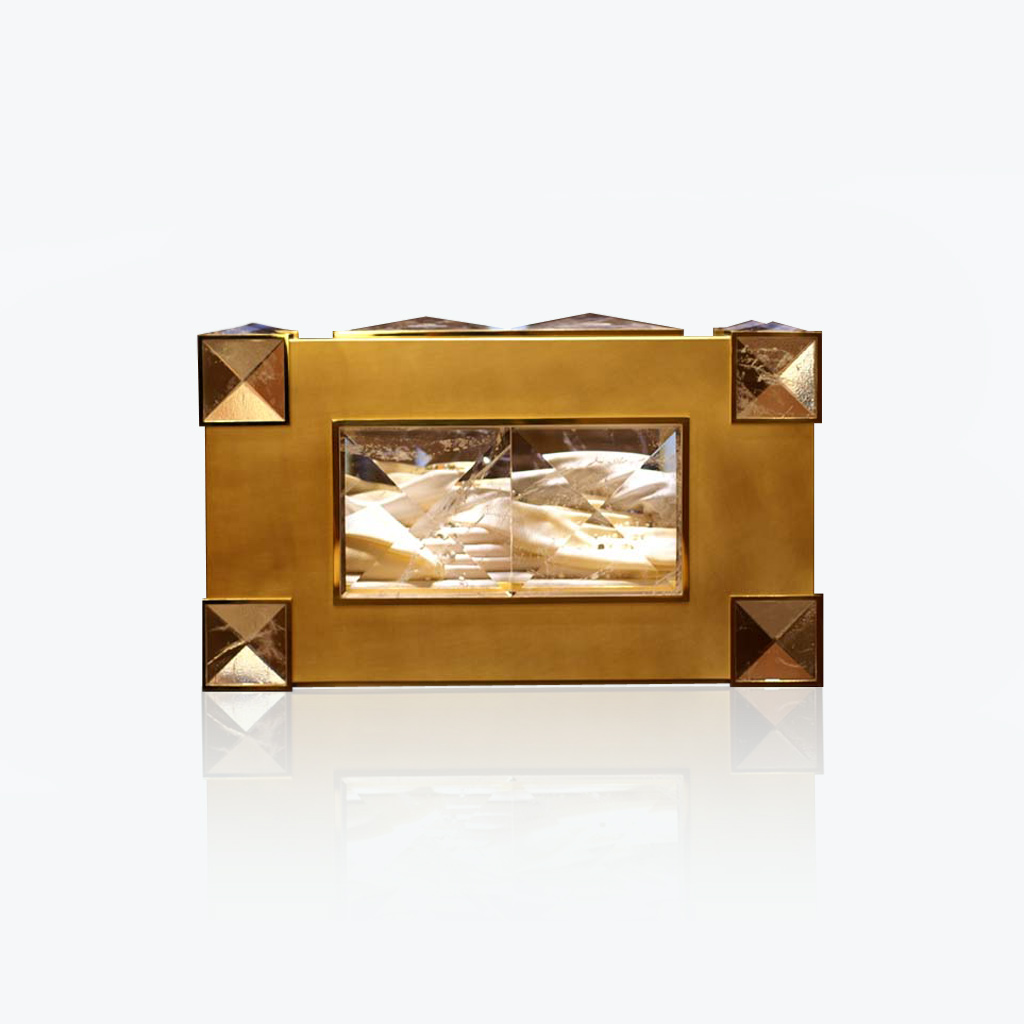
Reliquienschrein für das Kloster Mallersdorf, gefertigt in den Jahren 2006 und 2007

Auszug der Auftragshistorie der Arbeiten für öffentliche Institutionen, Sammler und Bistümer
- Sekretär der Deutschen Bischofskonferenz, Bonn – Kelch, Schale, Messweingarnitur (2009)
- Erzbischof Patrick von Liverpool (zusammen mit Glaskünstler Raphael Seitz) – Bischofsstab (2010)
- Bischof John Ndimbo Diözese Mbinga, Tansania – Bischofsstab (2011)
- Bistum Limburg – Vortragekreuz (2013)
- Bistum Regensburg – Hostienschalen (2006)
- Bad Soden im Taunus – Vortragekreuz (2008)[2]
- Evangelische Landeskirche Hannover – Abendmahlsgerät (2002, 2004)
- Evangelisch-Lutherische Landeskirche Bayern
- Kloster Mallersdorf – Reliquienschreine (2006 bis 2010)[3]
- Abtei Neresheim – Abtsstab, Abtskreuz, Abtsring, Kelch, Hostienschale (2000 bis 2010)
- Deutsche Provinz der Franziskaner München – Reliquiare (2011)
- Konvent der Jesuiten Frankfurt am Main – Altarraumgestaltung (2010)
- Stadt Würzburg – Kulturmedaille
- Universität Würzburg – Virchow-, Kestenbaum-, Leydhecker-Harms-, Röntgen-Medaille
- Universität Düsseldorf – Maibaum-Mohren-Medaille
- St. Patrokli Dortmund – Kelch, Rauchfass, Hoteinschale (2007 bis 2014)
- Eduardus Klinikum Köln – Türgriffe (2012)
- Haus am Dom Frankfurt am Main – Wandkreuz (2013)

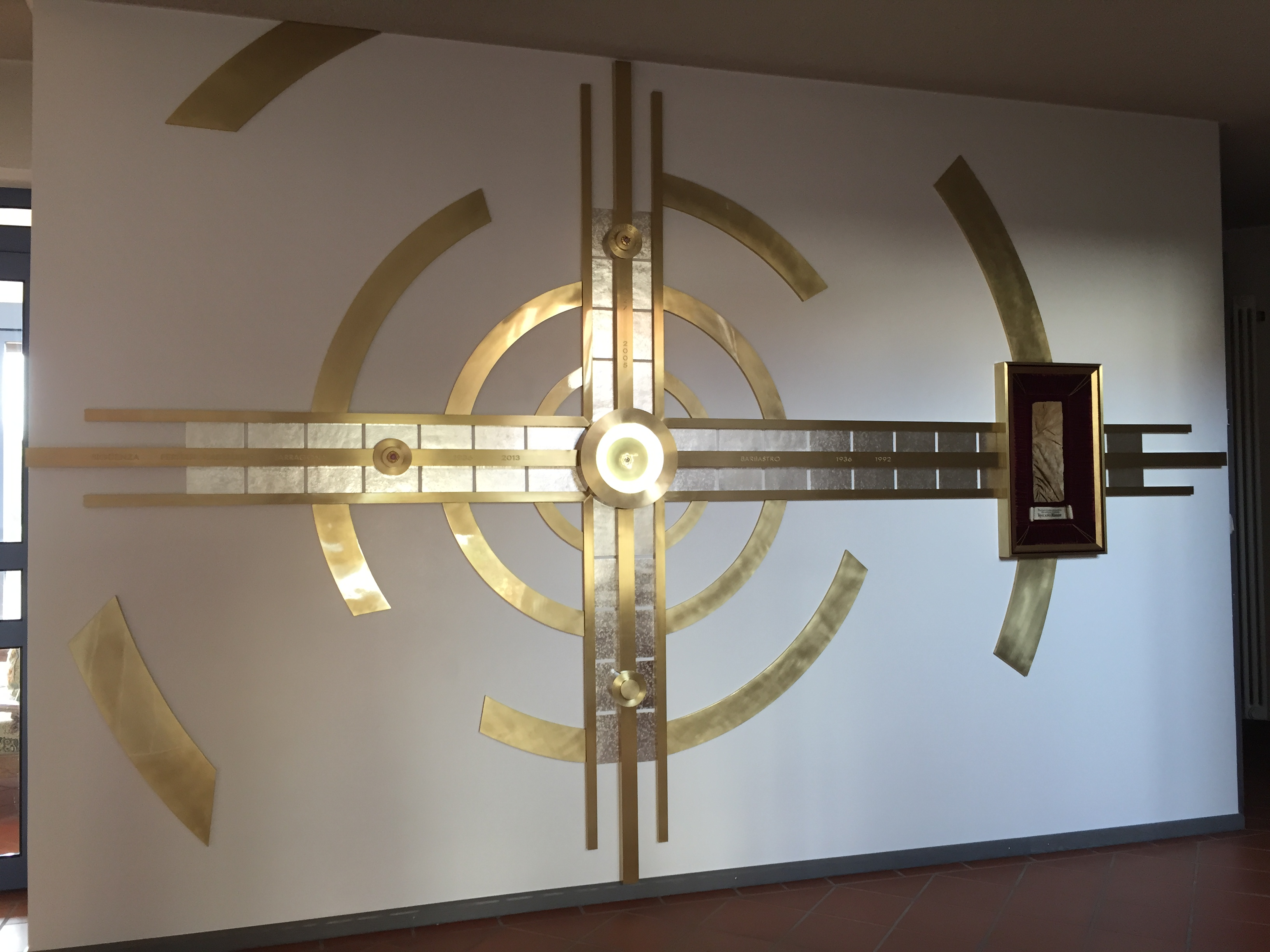
Wandgestaltung in Bronze und Messing-versilbert mit Reliquien für das Provinzialat der Claretiner Würzburg im Jahr 2014

- Provinzialat der Claretiner in Würzburg – Wandgestaltung (2014)[4]

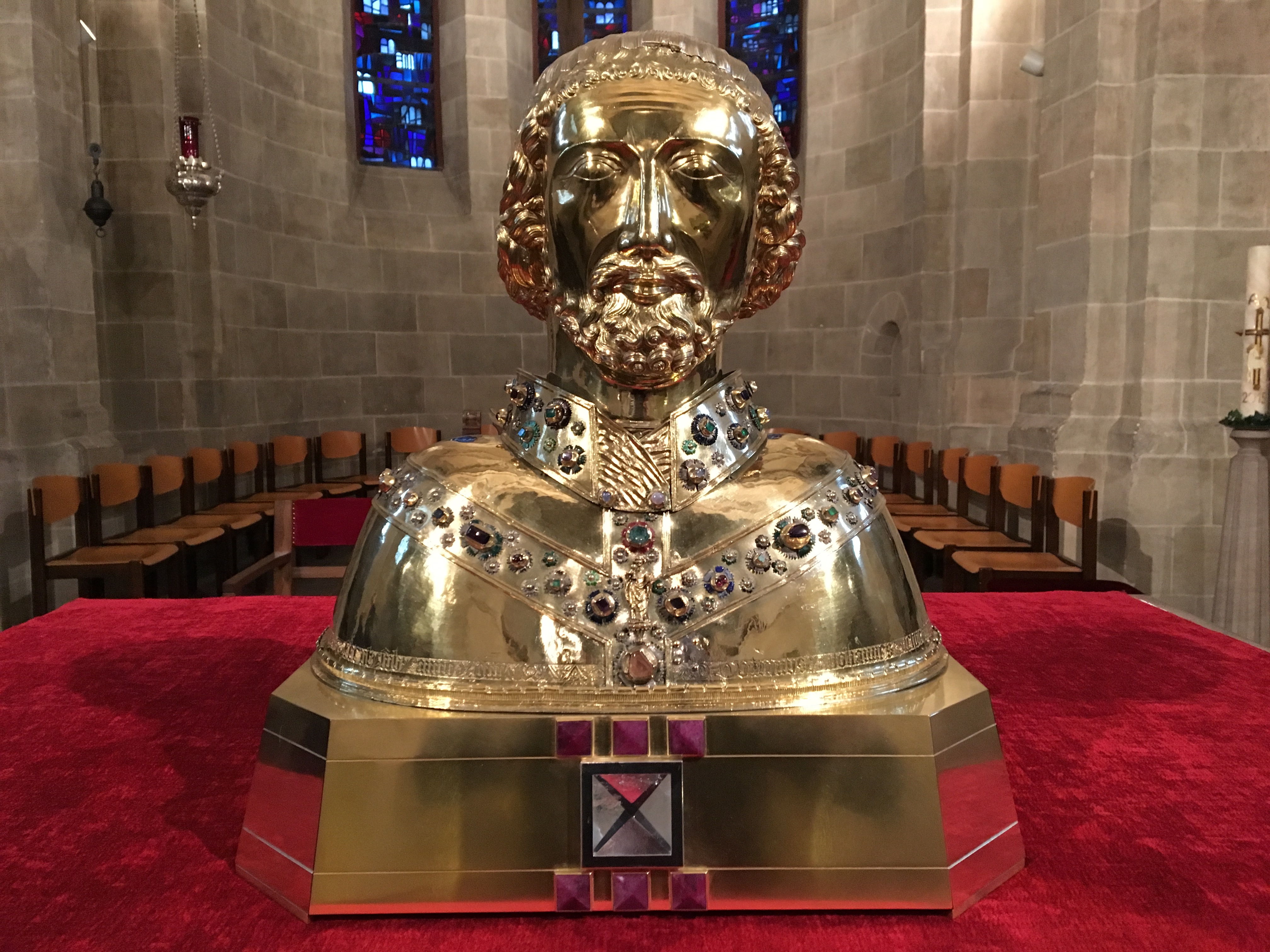
Reliquiensockel für die Büste des heiligen Lubentius in Messing-vergoldet mit Bergkristall und Rubin im Jahr 2016

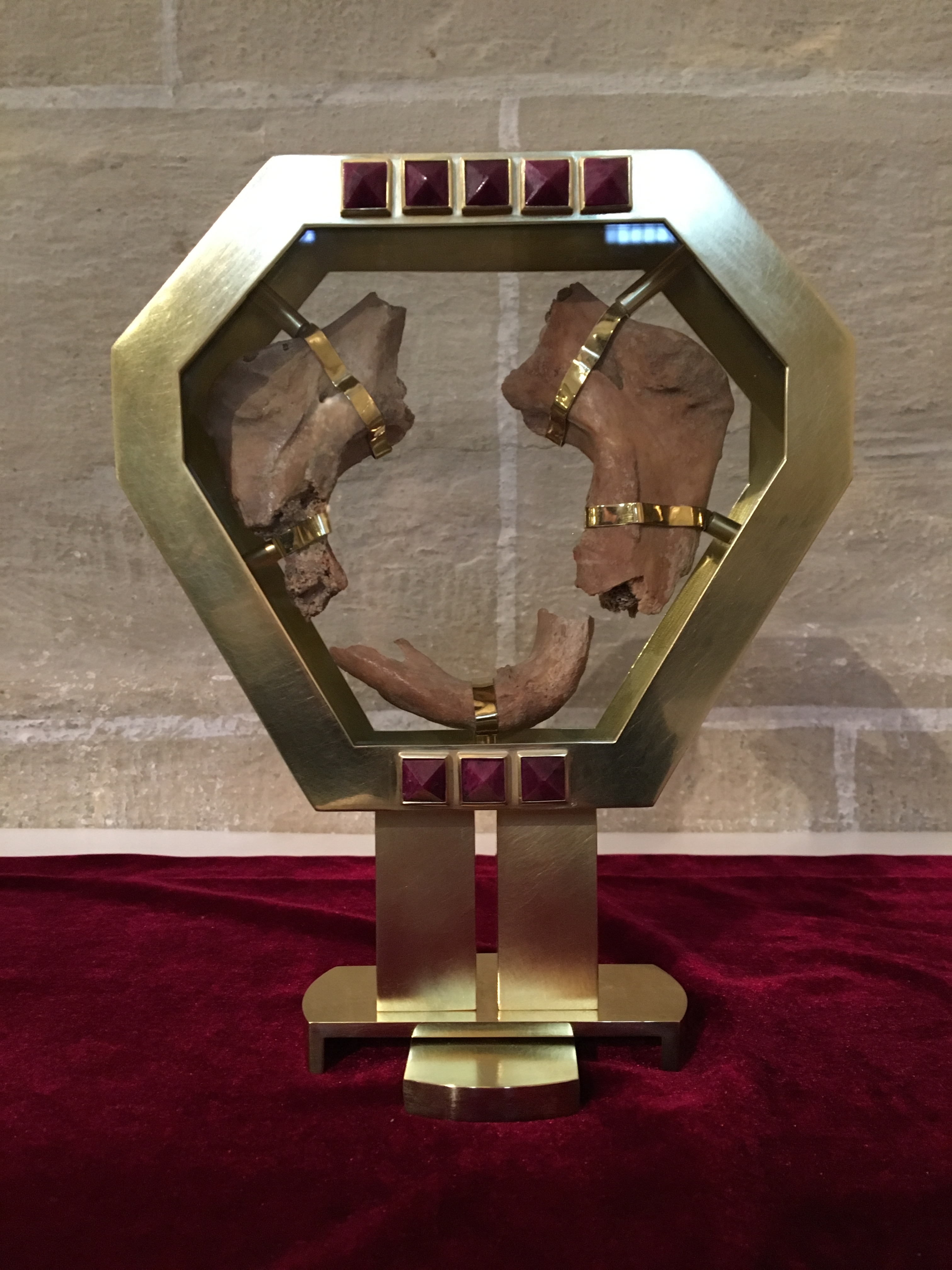
Reliquiar für den Kiefer des heiligen Lubentius in Messing-vergoldet mit Rubin im Jahr 2016

- Dietkirchen – Sockel für Reliquienbüste mit Reliquiar für den Kiefer des heiligen Lubentius (2016)

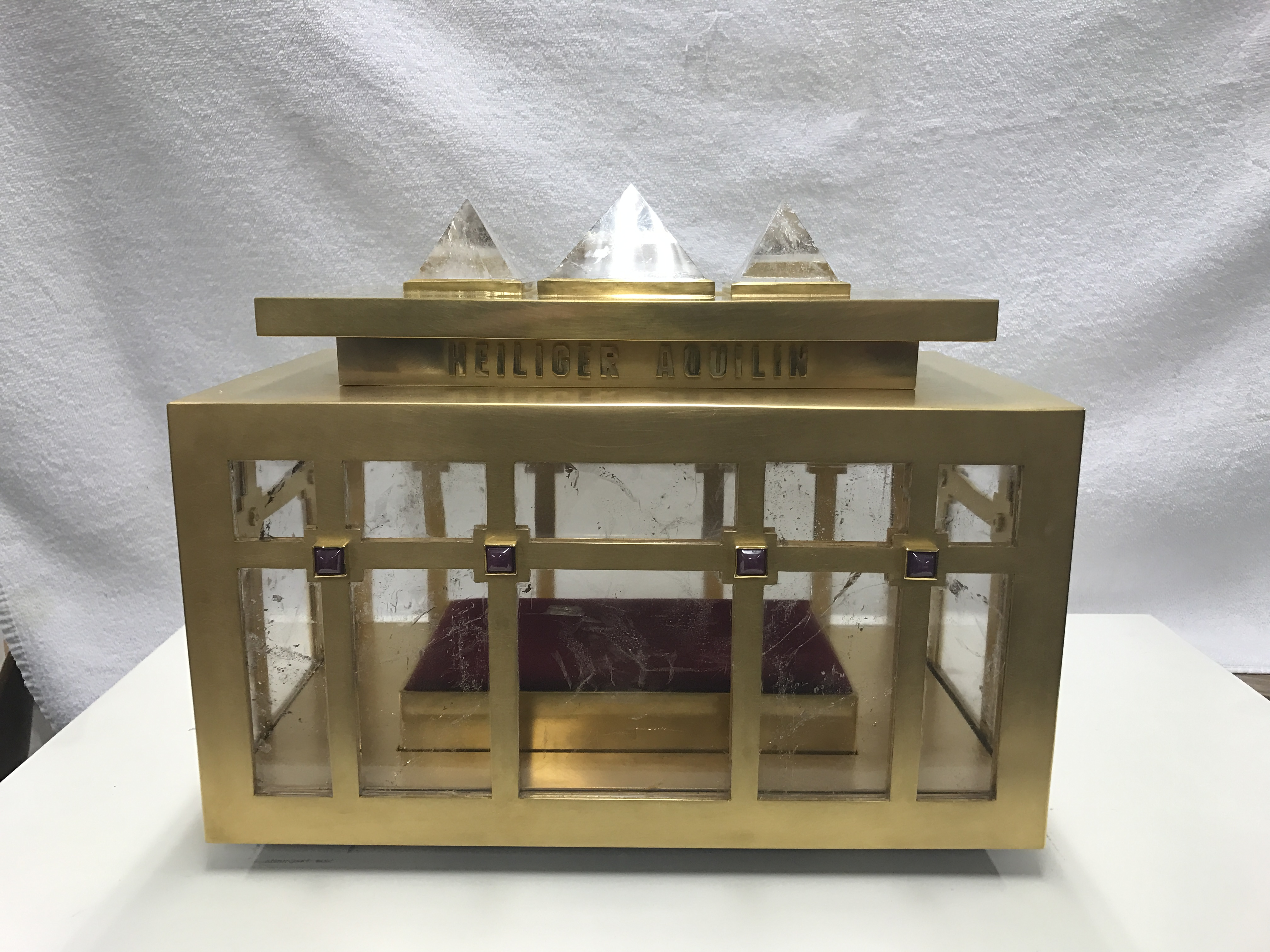
Schrein für Reliquie des heiligen Aquilin in Messing-vergoldet mit Bergkristall und Rubin im Jahr 2017

- St. Peter Würzburg – Schrein für die Reliquie des heiligen Aquilin (2017)[5]

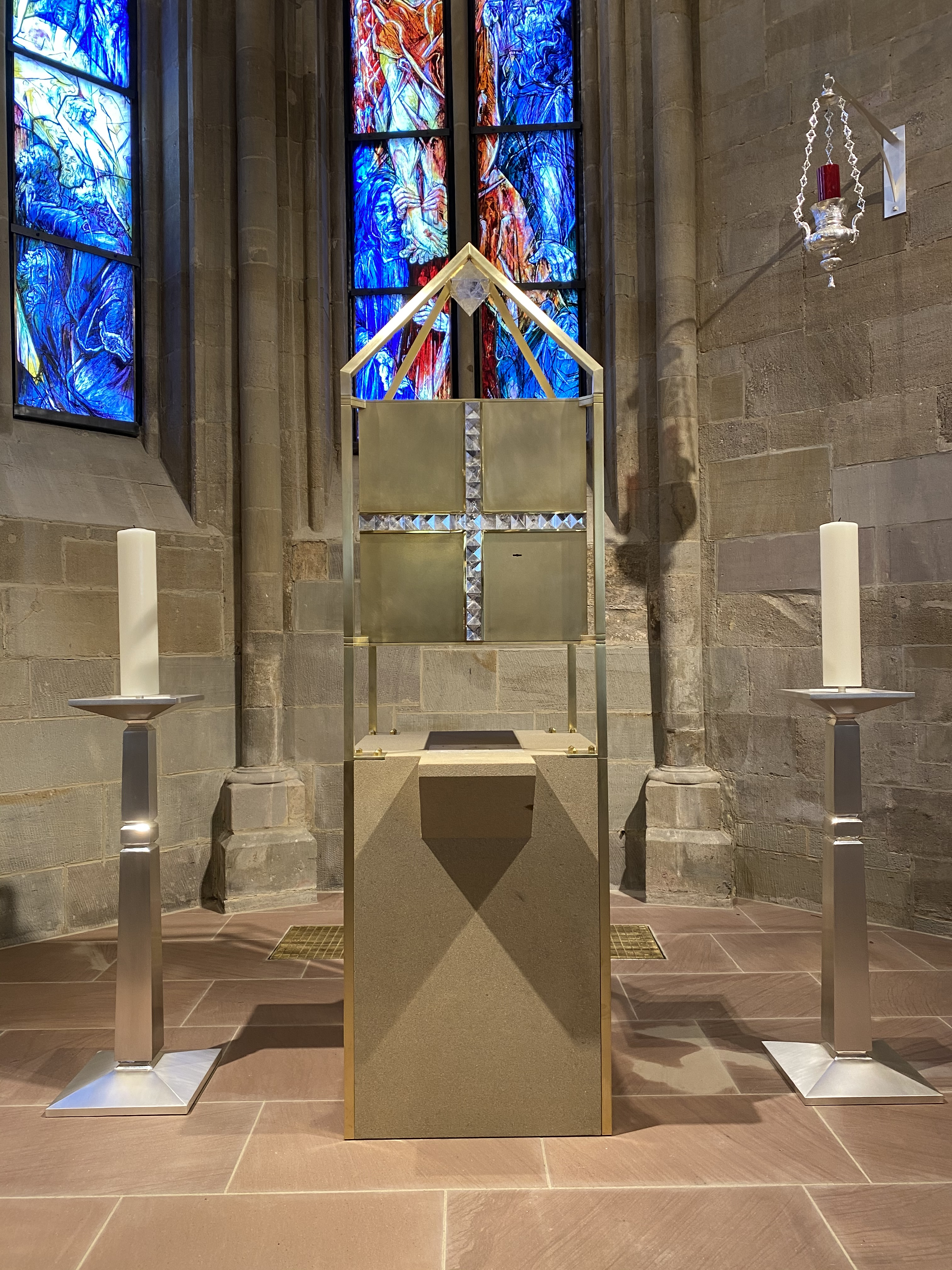
Tabernakel Abtei Tholey 2020

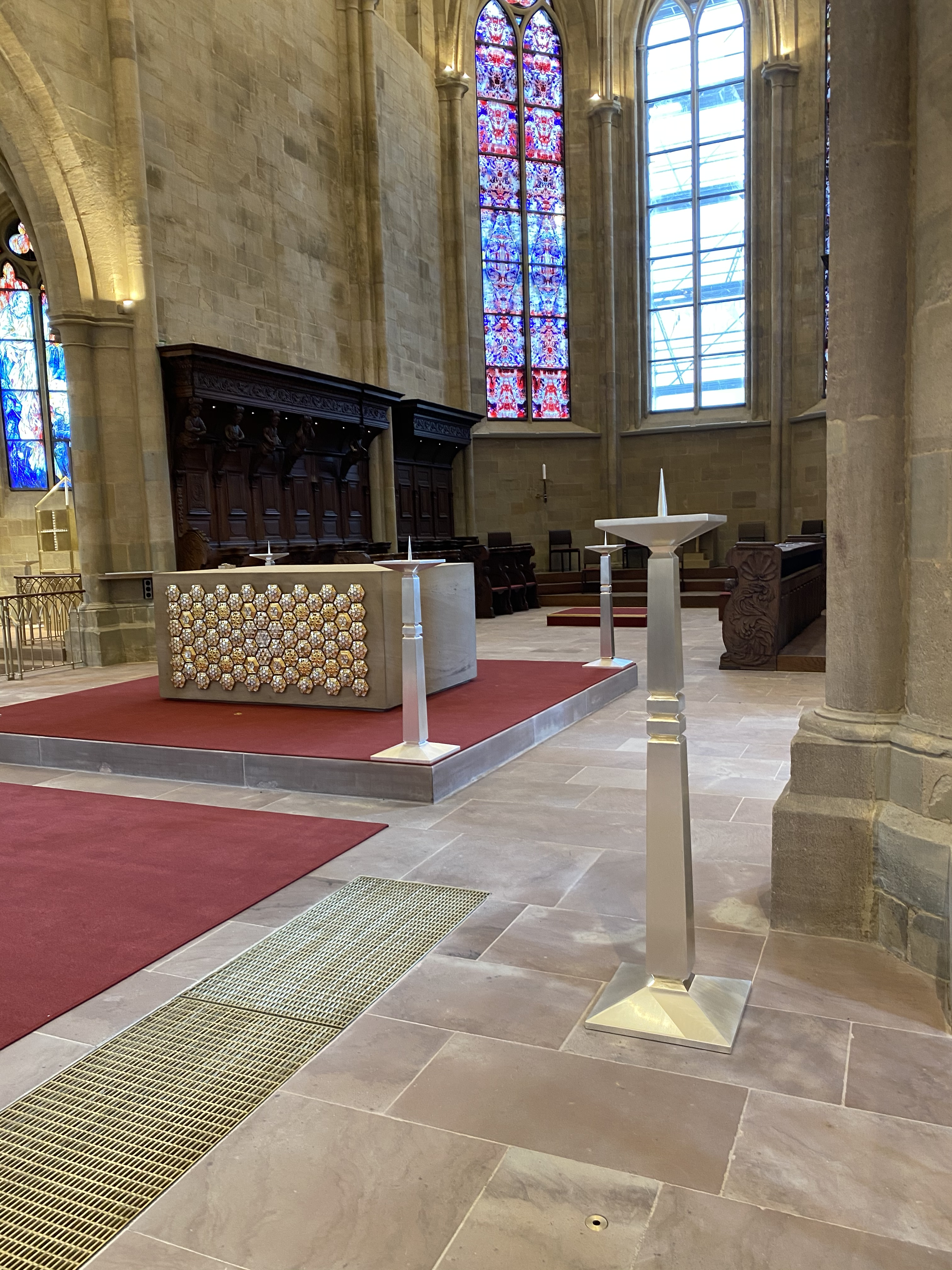
Altarleuchter Abtei Tholey 2019

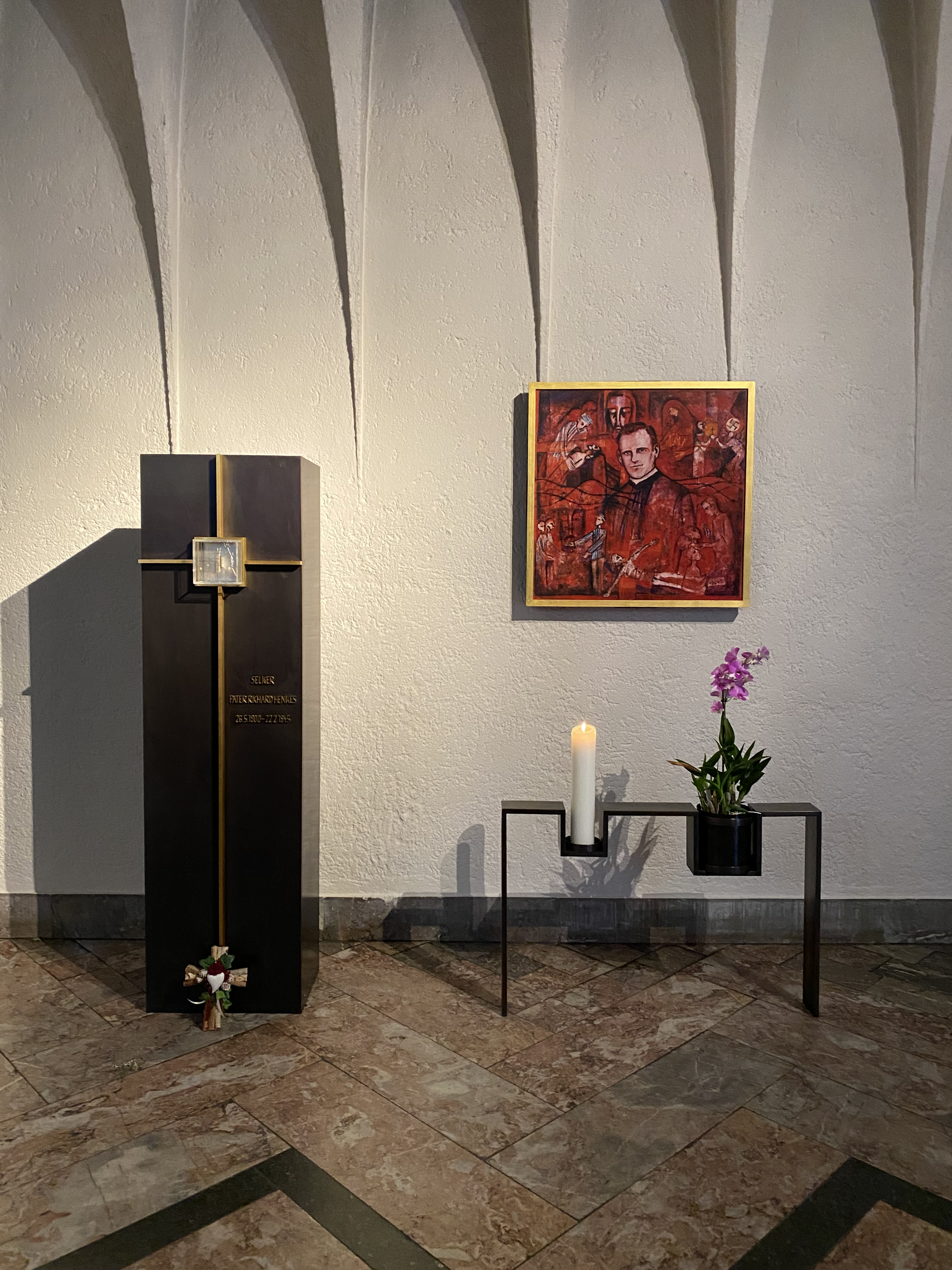
Grabstätte Seliger Richard Henkes, St. Marien Limburg an der Lahn 2019

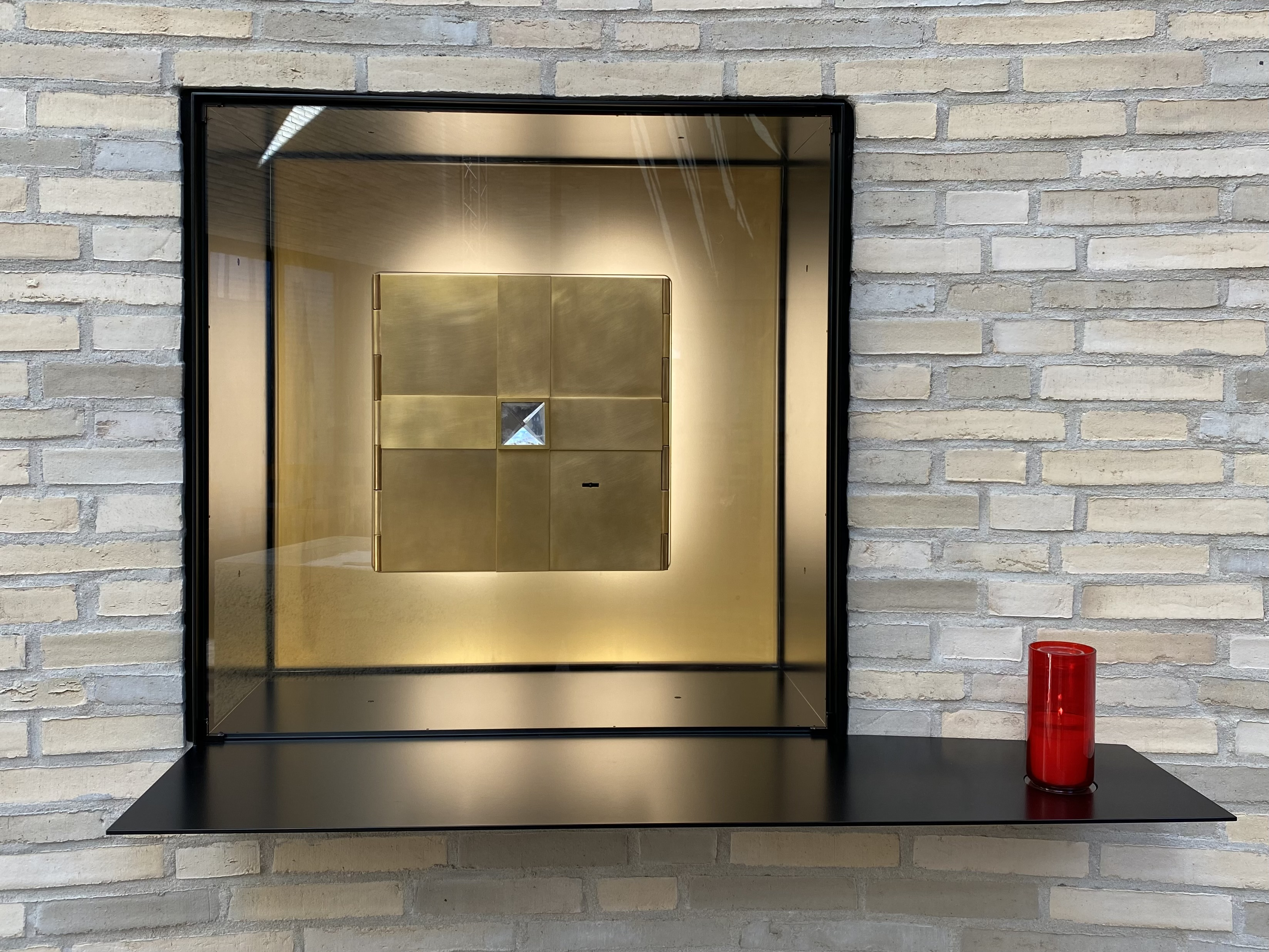
Tabernakel, Frankfurt-Goldstein 2019

### Restaurierungen
Auszug aus der Auftragshistorie:
- Domschatz Würzburg
- Domschatz Limburg
- Domschatz Frankfurt[6]
- Domschatz Fulda
- Domschatz Regensburg
- Domschatz Wetzlar[7]
- Domschatz Fritzlar
- Hessisches Landesmuseum Kassel
- Stiftsmuseum Aschaffenburg
- Museen der Stadt Aschaffenburg[8]
- Stadtmuseum Wetzlar

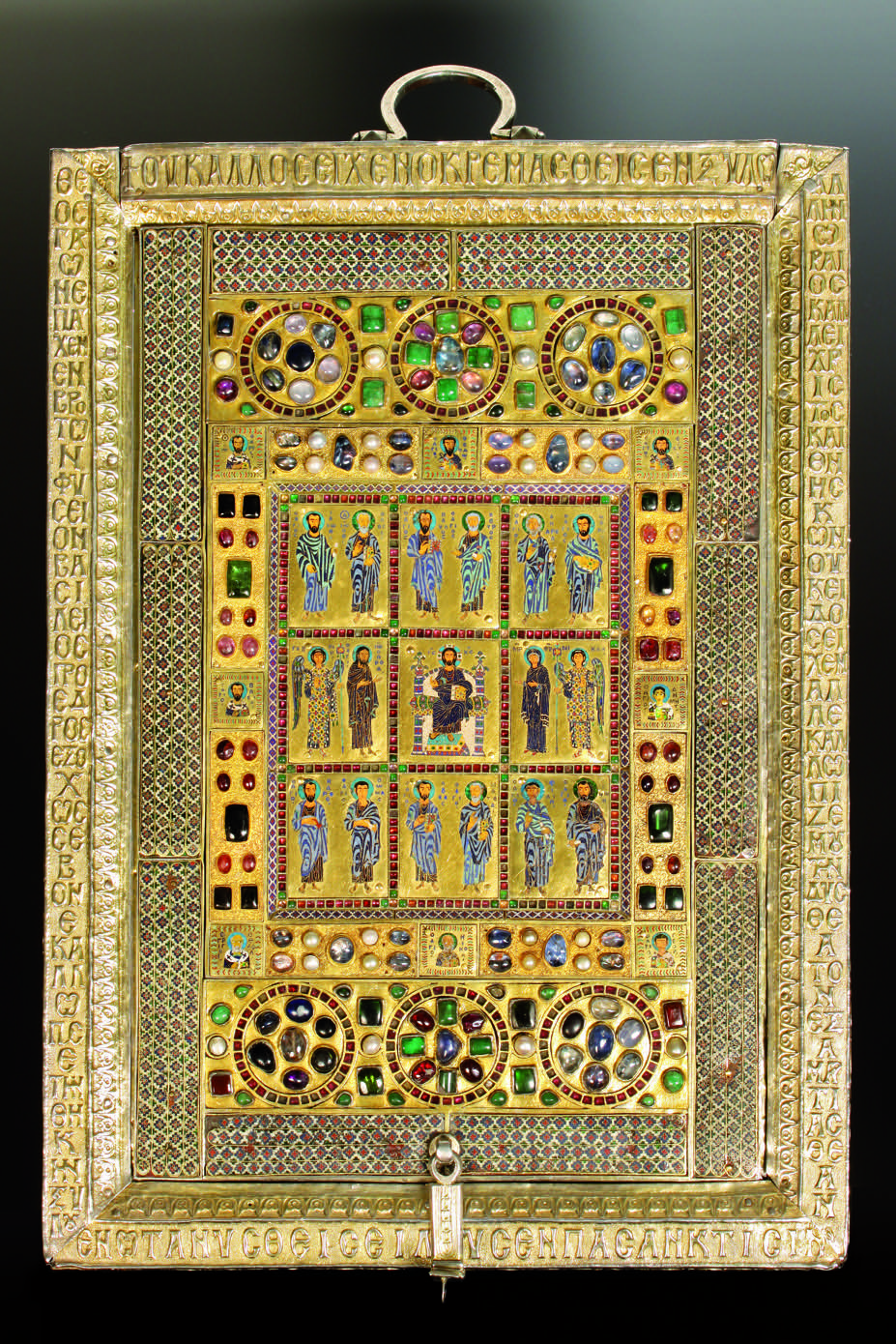
Limburger Staurothek, restauriert im Jahr 2011

- Evangelisch-Lutherische Landeskirche Bayern[9]
- Evangelische Landeskirche Hannover
- Evangelische Landeskirche Kurhessen-Waldeck
- Evangelische Landeskirche Hessen-Nassau
- Abtei Neresheim
- Kloster Frauenberg Fulda
- Kloster Muri Gris Bozen
- Bistum Köln
- Justinuskirche Frankfurt/Höchst[10]
- St.-Mang Kempten
- Kirchenschätze von St. Leonhard und St. Antonius/Liebfrauen Frankfurt am Main[11]
- St. Lorenz, St. Sebaldus und St. Jakob Nürnberg
- St. Ulrich und Afra und Barfüsserkirche Augsburg
- St. Moritz Coburg
- Elisabethkirche Marburg

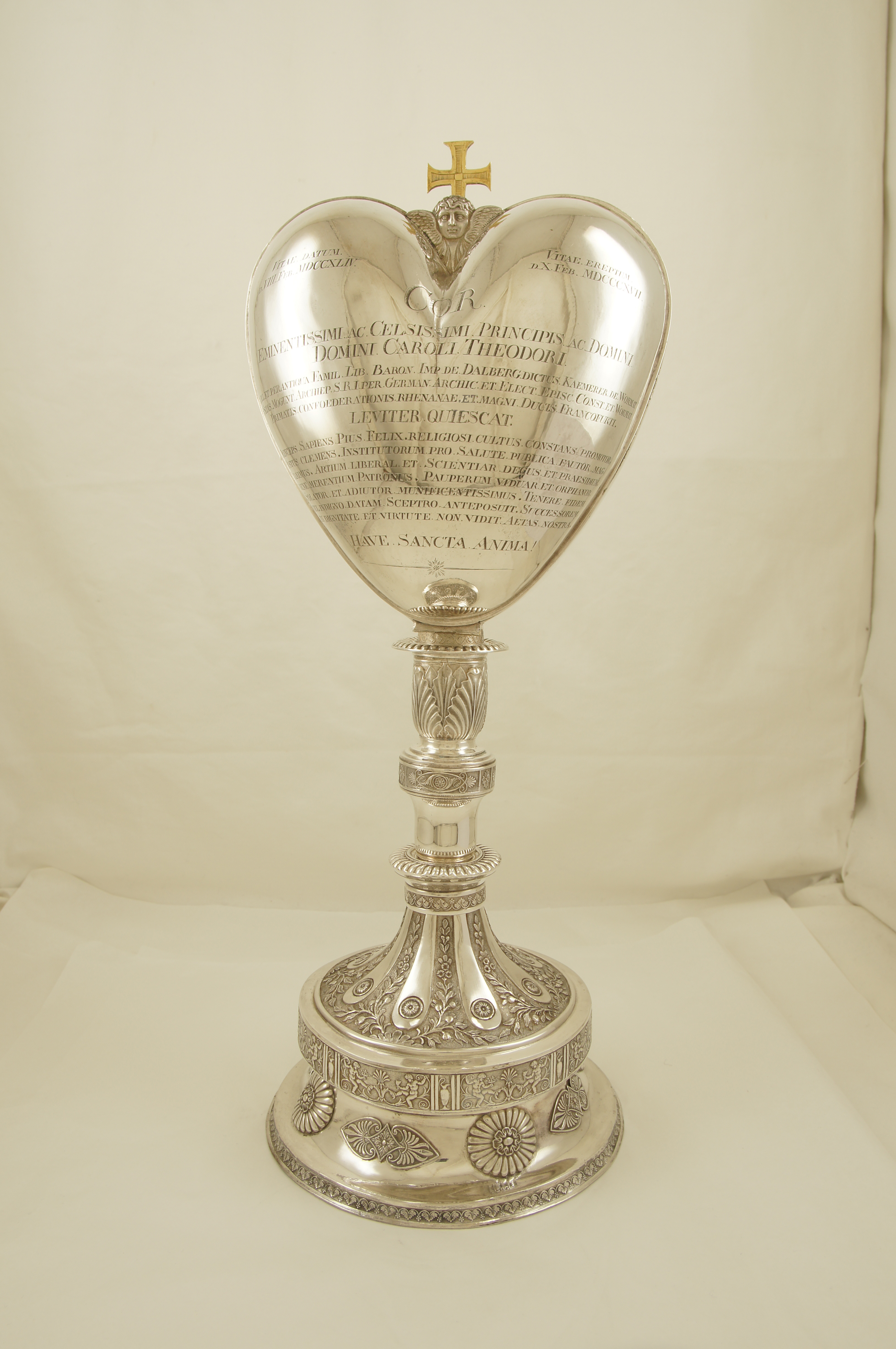
Herzreliquiar des Fürstbischofs Dalberg in Silber von 1877 im Jahr 2014

- Stiftskirche Aschaffenburg – Herzreliquiar des Fürstbischofs Carl Theodor von Dalberg[12]

## Ausstellungen
Diverse Einzelausstellungen sowie Beteiligungen:
- TEFAF Maastricht
- Kunst- und Antiquitätenmesse München
- Kunstmesse Schloss Herrenhausen Hannover
- Antiques und Fine Art Fair Brüssel
- ArsNobilis Berlin
- Kreuzausstellung Frankfurt und Limburg
- Ausstellung im Kestner Museum Hannover
- Fine Arts Würzburg
- Galerie Breede Berlin
- Lährm Salzburg
- Galerie Max 21 Iphofen
- Kulturstationen Kitzinger Land
- Open Art Würzburg
- Mainfränkisches Museum Würzburg
- Handwerksmesse München
- Goldschmiedehaus Hanau
- Spitäle Würzburg
- Villa Heutelbeck Iserlohn
- Residenz Heinz Winkler Aschau im Chiemgau
- Messe Hannover